# Грейси, Кира

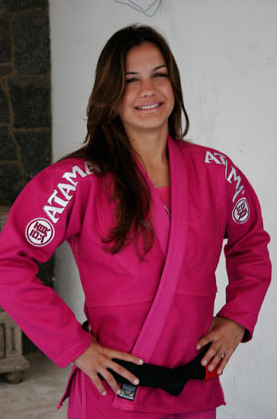

Ки́ра Гре́йси (род. 29 мая 1985, Рио-де-Жанейро, Бразилия) — бразильская спортсменка (бразильское джиу-джитсу), обладательница чёрного пояса, чемпионка мира по БЖЖ и грэпплингу. Кира Грейси — наследница семейных традиций борцов БЖЖ семьи Грэйси (англ. Gracie family), первая женщина из этого семейства, достигшая чемпионских титулов; её дяди: Хальф, Рензо (англ. Renzo Gracie) и Хаян Грейси. К 24 годам она имела чёрный пояс. Завоёванные Кирой Грейси звания: 4-кратная чемпионка мира по БЖЖ, 5-кратная чемпионка Панамериканского Чемпионата по БЖЖ, 5-кратная чемпионка Бразилии, трёхкратная чемпионка ADCC по грэпплингу.
В течение нескольких лет жила в Соединённых Штатах, где тесно была связана с Академией Рензо Грейси в Нью-Йорке и Академией Грейси Барра в Лэйк Форесте, Калифорния. В 2009 году вернулась в родную Бразилию, однако всё ещё сохраняет свою зелёную карту (то есть, по законам США должна жить не менее полугода в штатах). В Бразилии Кира поддерживает связь с Академией Грейси в Рио-де-Жанейро. Продолжает занятия БЖЖ и дзюдо, преподает БЖЖ.
В 2010, Кира начала выступать за недавно сформированную команду Gracie Elite Team, состоявшую из Хиллайона Грейси, Хензо Грейси, Хальфа Грейси, Сесара Грейси, и представителей академии покойного Хаяна Грейси.
По состоянию на 2011 год Кира готовилась к своему дебюту в MMA. С января 2010 она обучалась боксу в Nobre Arte gym под опекой тренера Клаудиу Коэлью.
Кроме того, Кира управляет магазином своего официального сайта, который продает всё от футболок до борцовских шорт.